# 池州市第十二中学
池州市第十二中学，是一所位于中华人民共和国安徽省池州市贵池区清溪街道的初级中学。其前身为创办于1966年的贵池县里山初级中学和1989年的贵池市齐山初级中学。学校总面积42281平方米，其中总建筑面积15334平方米，学生运动场地13110平方米。

## 历史
1966年，贵池县里山初级中学成立，校址位于原里山公社驻地毛竹园（今贵池区里山街道办事处驻地）附近。1988年，该校共有16个教学班、925名学生、64名教职工。1989年3月，贵池市齐山初级中学成立，校址位于齐山山麓的原里山乡齐山村（今清溪街道齐山社区）。
随着池州城区的迅速扩张，2003年10月27日，原齐山中学校舍因贵池民营工业园建设而拆除，全体师生被迫迁往隶属于池州市百货站和盐业公司的一所废弃仓库上课。出于均衡基础教育资源，2006年9月，经池州市人民政府批准，齐山中学整建制并入里山中学。随着池州城市建设的迅速发展，大批城郊农业户口涌入城市，为满足城郊人民子女的教育问题，当局准备修建里山中学新校址。2007年7月，里山中学迁入今校址。2009年5月1日，经池州市人民政府批准，里山中学更名为“池州市第十二中学”，2012年2月起由里山街道办事处转交贵池区人民政府教育局管理。
另有2007年7月在原里山中学原址成立的池州市黄埔中学，系民办普通高中，早期受池州市教育局管辖，2013年9月开设初中部。2015年11月，黄埔中学改属贵池区教育局管辖。
2023年4月，池州市教体局及贵池区教体局发出要求举办中小学幼儿园校歌比赛，该校音乐教师汪胜水为该校谱写校歌《和美的殿堂》。